# Moeraskartelblad
Moeraskartelblad (Pedicularis palustris) is een halfparasitaire, tweejarige plant die behoort tot de bremraapfamilie (Orobanchaceae). Het is een plant van drassige, matig voedselarme grond in trilveenmoerassen, hooilanden en duinvalleien. De plant komt van nature voor in Europa tot aan Noord-Italië, de Kaukasus en de Oeral. Ze staat op de Nederlandse Rode lijst van planten als vrij zeldzaam en zeer sterk in aantal afgenomen.
De plant wordt 15-50 cm hoog en heeft één rechtopstaande, holle, vertakte stengel. De dubbelveerdelige bladeren zijn tot 8 cm lang.
Moeraskartelblad bloeit van mei tot juli met lichtpaarse, zelden witte, 1,5-2,5 cm lange bloemen. De gewimperde onderlip van de bloem is evenlang als de bovenlip en liggen tegen elkaar, waardoor ze een gesloten keel vormen. De bovenlip heeft vier kleine tanden. De tweespletige kelk is van buiten behaard en heeft twee bladachtige, gekroesde slippen. De bloeiwijze is een aar.
De vrucht is een ronde tot eivormige doosvrucht. Op het zaad zit een mierenbroodje, waardoor het ook door mieren verspreid wordt.

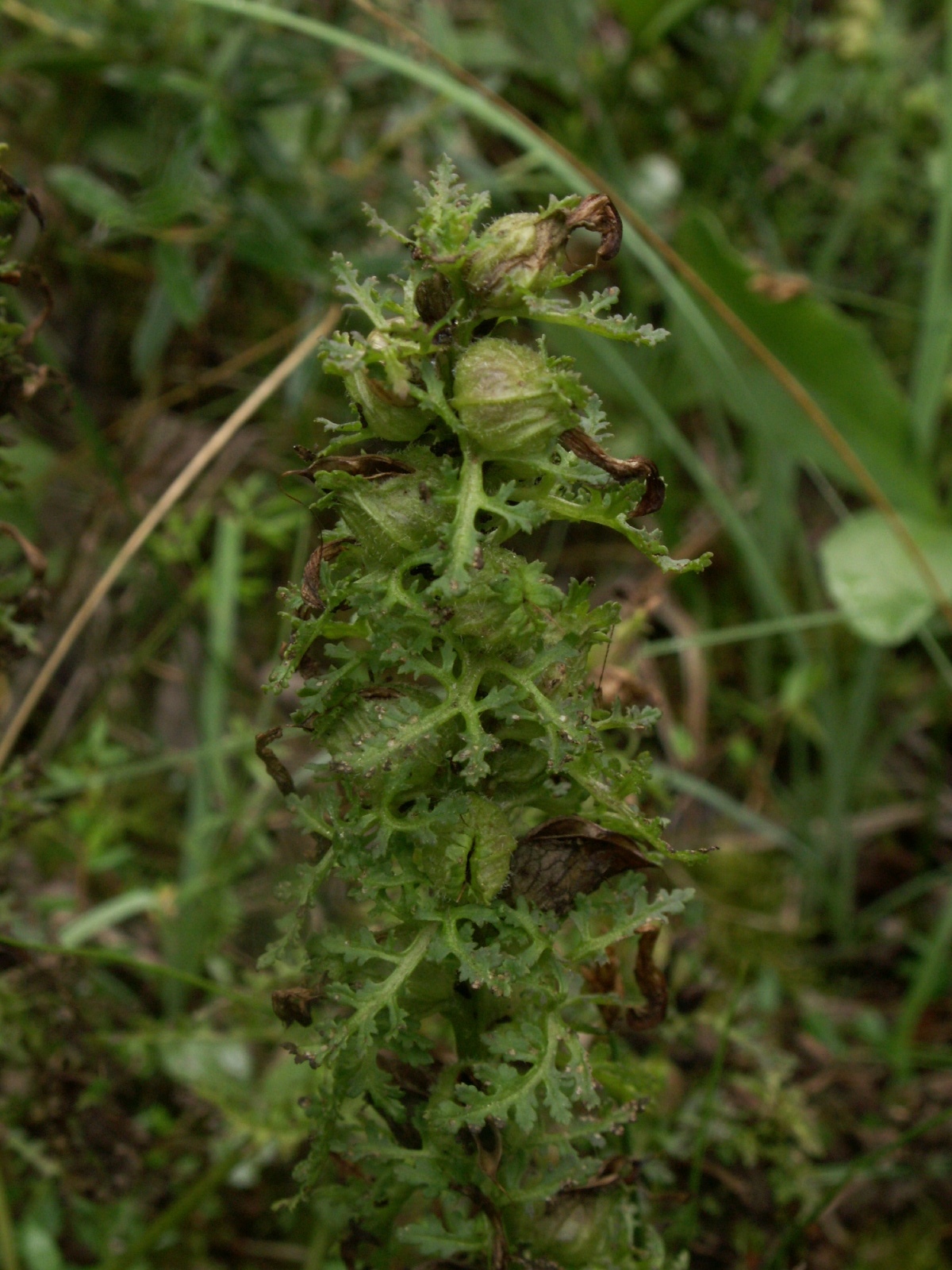
Vruchten